# Бунты Ребекки
Бунты Ребекки — волнения в южной части Уэльса, начавшиеся в 1839 году и значительно усилившиеся в период 1842 — 1843 годов. Бунтовщики протестовали против оплаты за проезд по общественным дорогам. Первопричиной бунтов стала начавшееся в те годы наступление индустриализации на сельское хозяйство и закон 1834 года, запрещавший любую помощь беднякам, за исключением принудительного трудоустройства в городских мастерских.
Лозунгом бунтовщиков стали слова из Библии: «Они благословили Ребекку и сказали: [...] пусть потомки твои наследуют жилища врагов твоих». Многие мятежники переодевались в женские одежды; каждый отряд имел своего лидера, которого называли «Ребекка», а последователей — «дочерьми Ребекки». Бунтовщики разрушали дороги, шлагбаумы и пропускные пункты, совершая свои рейды в основном по ночам, но в большинстве случаев стараясь обходиться без насилия. Добившись определённых успехов, к 1843 году их восстание привело к целому ряду социальных проблем: так, 10 июня 1843 года большая группа восставших ворвалась в город Кармартен с намерением освободить живших в работном доме, но была разогнана отрядом кавалерии. 
К октябрю 1843 года усилиями армии и полиции, а также внесением ряда поправок в постановление об уплате за пользование дорогами (после расследования причин беспорядков) волнения в Уэльсе удалось подавить.